# Karl Sutter

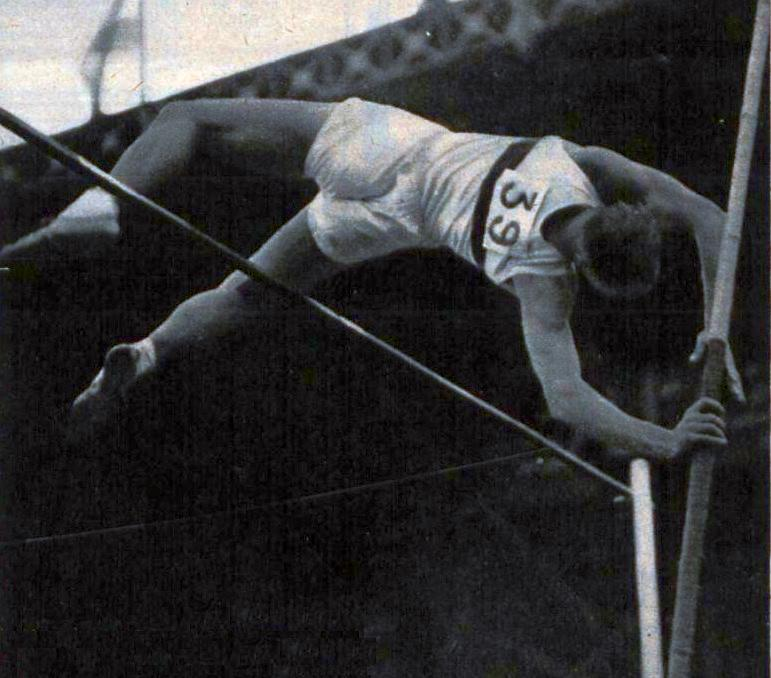
Karl Sutter

Karl Sutter (* 10. Mai 1914 in Basel, Schweiz; † 14. September 2003 in Berlin-Spandau) war ein deutscher Leichtathlet, der bei den Europameisterschaften 1938 Sieger im Stabhochsprung wurde, die dabei übersprungene Höhe von 4,05 m sollte seine Bestleistung bleiben. 
1937 und 1939 wurde er jeweils Zweiter bei den Deutschen Meisterschaften. Er gehörte dem Sportverein Freiburger FC an.